# Alstroemeria cunha
Alstroemeria cunha este o specie de plante monocotiledonate din genul Alstroemeria, familia Alstroemeriaceae, descrisă de Vell.. Conform Catalogue of Life specia Alstroemeria cunha nu are subspecii cunoscute.